# Tim Maia
 (janvier 2025).
Tim Maia, de son véritable nom Sebastião Rodrigues Maia, né le 28 septembre 1942 à Rio de Janeiro et mort le 15 mars 1998 à Niterói, est un chanteur et auteur-compositeur brésilien, considéré par beaucoup de critiques musicaux comme le père du soul brésilien. 

## Biographie
Né à Rio de Janeiro le 28 septembre 1942, pénultième de dix-neuf enfants, il commença à composer de la musique vers 14-15 ans, même s'il commence sa carrière professionnelle en jouant de la batterie dans le groupe Tijucanos do Ritmo, formé dans la paroisse des Capucins proche de chez lui. Il passe rapidement à la guitare. Dès cette époque, Tim a le surnom de Babulina, à cause de sa prononciation de Bop-A-Lena, que lui donna Ronnie Self.
En 1957, il fonde le groupe The Sputniks, auquel ont participé, entre autres, Roberto Carlos, Arlênio Silva, et Edson Trindade. Entre 1959 et 1963, il émigre aux États-Unis.
En 1970, il enregistre son premier 33 tours, Tim Maia, et dans les années suivantes, il sort plusieurs disques avec seulement pour nom, Tim Maia et un numéro progressif (volume 2, 3 et 4). De 1975 à 1977, il suit la doctrine Cultura Racional, d'où il est sorti après un laps de temps assez court. Ses chansons Que Beleza et Rodésia sont de cette période. Après cette époque, il retourna à son rythme de toujours avec des grands succès comme Descobridor dos Sete Mares et Me Dê Motivo. Dans les années 1990 il est particulièrement productif : il enregistre plus d'un disque par an, et touche à des styles différents (bossa nova, pop, funk entre autres).
Sa chanson la plus connue, dans le reste du monde, est Um dia de domingo (Un jour de dimanche), chantée avec Gal Costa.
Les mass-media et le manager ne lui ont jamais pardonné son esprit très naturel et sa spontanéité, comme dire des bêtises dans les interview live et ne pas se présenter à ses concerts.
Tim Maia a toujours eu de gros problèmes d'obésité, causés par l'abus d'alcool et de cocaïne : il est décédé d'une infection généralisée, par le manque de barrières immunitaires, à Niterói, le 15 mars 1998.
Il est un des pionniers du soul dans la MPB, qu'il a marquée de sa voix rauque (enrouée). Il a laissé une trace très importante dans la musique brésilienne de la fin du XXe siècle.

## Discographie

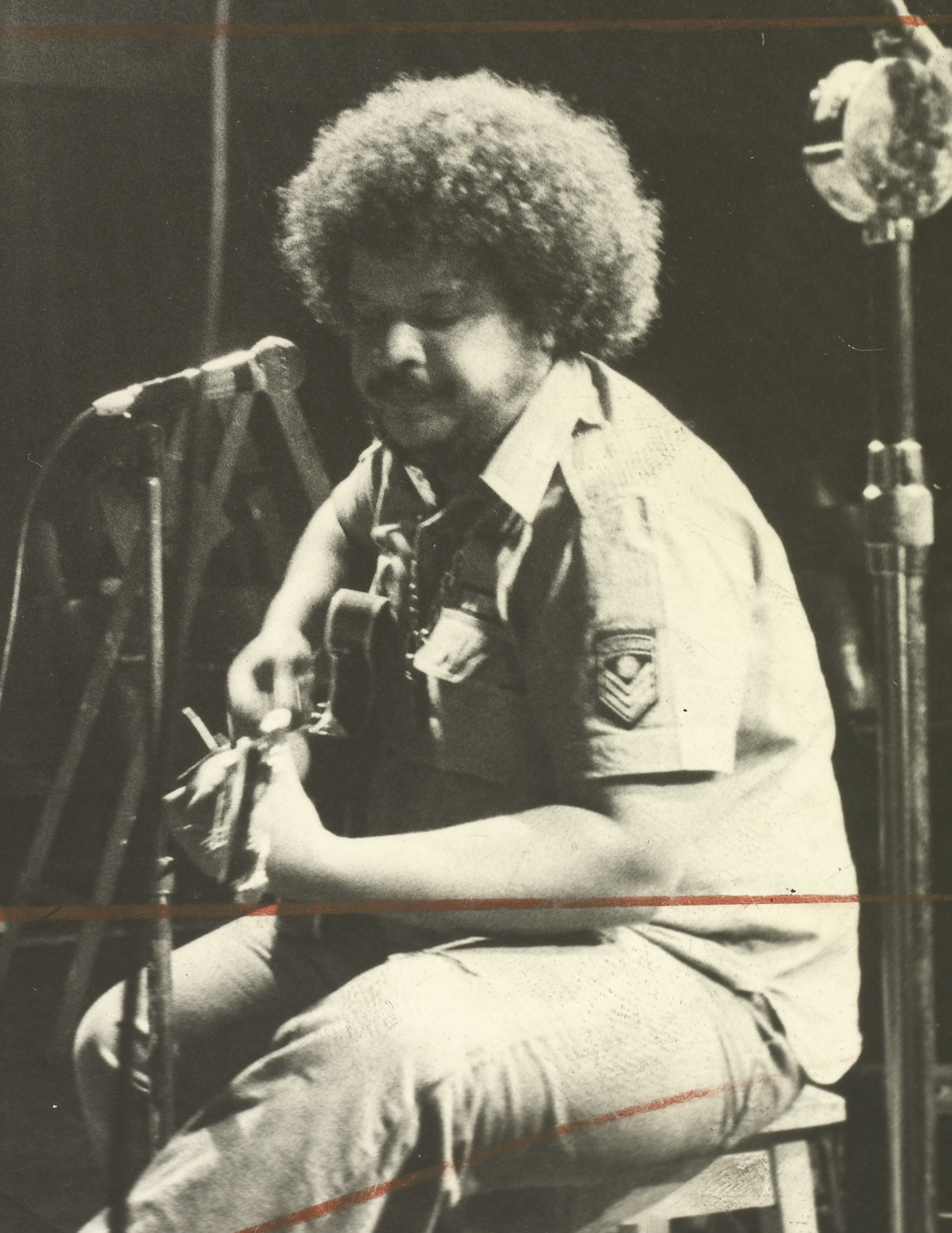
Tima Maia en 1972.

| Année | Titre                                               | Format   |
| ----- | --------------------------------------------------- | -------- |
| 1970  | Tim Maia                                            | LP et CD |
| 1971  | Tim Maia (volume 2)                                 | LP et CD |
| 1972  | Tim Maia (volume 3)                                 | LP et CD |
| 1973  | Tim Maia (volume 4)                                 | LP et CD |
| 1975  | Tim Maia Racional, Vol. 1                           | LP et CD |
| 1976  | Tim Maia (volume 5)                                 | LP et CD |
| 1976  | Tim Maia Racional, Vol. 2                           | LP et CD |
| 1977  | Tim Maia (volume 6)                                 | LP       |
| 1978  | Tim Maia Disco Club                                 | LP       |
| 1978  | Tim Maia em Inglês                                  | LP       |
| 1978  | Tim Maia (volume 7)                                 | LP et CD |
| 1979  | Reencontro                                          | LP       |
| 1980  | Tim Maia (volume 8)                                 | LP et CD |
| 1982  | Nuvens                                              | LP et CD |
| 1983  | O Descobridor dos Sete Mares                        | LP et CD |
| 1984  | Sufocante                                           | LP et CD |
| 1985  | Tim Maia (volume 9)                                 | LP et CD |
| 1986  | Tim Maia (volume 10)                                | LP et CD |
| 1987  | Somos América                                       | LP et CD |
| 1988  | Carinhos                                            | LP et CD |
| 1990  | Dance Bem                                           | CD       |
| 1990  | Tim Maia Interpreta Clássicos da Bossa Nova         | LP et CD |
| 1991  | Sossego                                             | LP et CD |
| 1993  | Não Quero Dinheiro                                  | LP et CD |
| 1993  | Tim Maia Romântico                                  | CD       |
| 1994  | Voltou Clarear                                      | CD       |
| 1995  | Nova Era Glacial                                    | CD       |
| 1997  | Pro Meu Grande Amor                                 | CD       |
| 1997  | Sorriso de Criança                                  | CD       |
| 1997  | What a Wonderful World                              | CD       |
| 1997  | Tim Maia & Os Cariocas: Amigos do Rei               | CD       |
| 1997  | Só Você (Para Ouvir e Dançar)                       | CD       |
| 1998  | O Melhor de Tim Maia                                | CD       |
| 1999  | Soul Tim                                            | CD       |
| 1999  | Inesquecível                                        | CD       |
| 2001  | Tim Maia pra Sempre                                 | CD       |
| 2001  | Warner 25 Anos                                      | CD       |
| 2002  | Série Identidade                                    | CD       |
| 2002  | Tim Maia Canta em Inglês: These Are the Songs       | CD       |
| 2002  | Vou Pedir pra Você Voltar                           | CD       |
| 2003  | Forró do Brasil                                     | CD       |
| 2004  | Soul Tim: Duetos                                    | CD       |
| 2004  | A Arte de Tim Maia                                  | CD       |
| 2004  | I Love MPB                                          | CD       |
| 2006  | Novo Millennium                                     | CD       |
| 2006  | Dançando a Noite Inteira (Jorge Ben Jor e Tim Maia) | CD       |
| 2011  | Tim Maia Racional, Vol. 3                           | CD       |

### Live
| Année | Titre               | Format    |
| ----- | ------------------- | --------- |
| 1992  | Tim Maia ao Vivo    | CD et DVD |
| 1998  | Tim Maia ao Vivo II | CD et DVD |
| 2007  | Tim Maia in Concert | CD et DVD |

## Decorations
- 1988 : Prix Sharp dans la catégorie Meilleur Chanteur